# SMHI

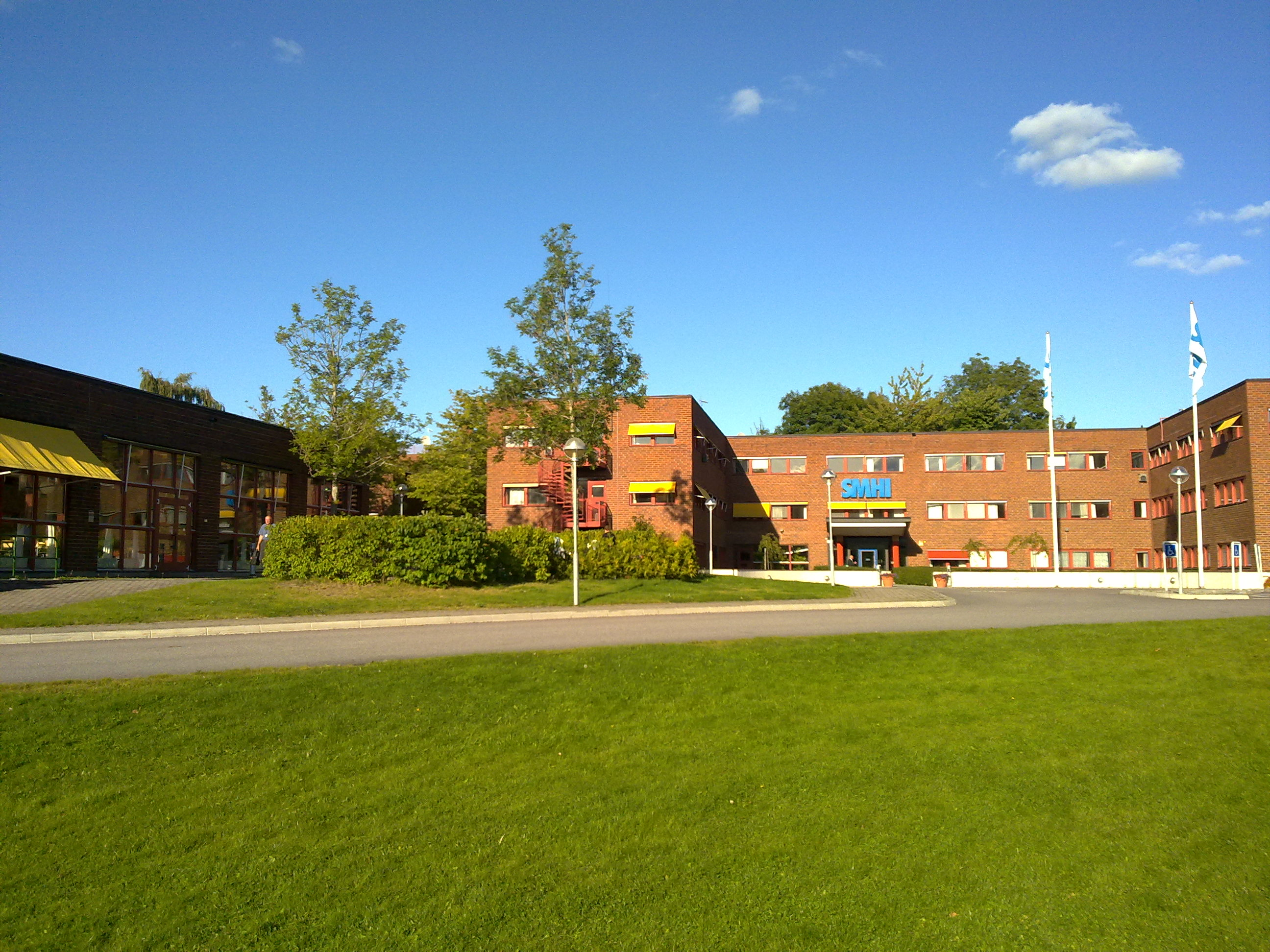
SMHI, 2009.

Sveriges meteorologiska och hydrologiska institut (SMHI, IPA-uttal [ɛsːɛmːˈhoːiː]) är en svensk expertmyndighet under Klimat- och näringslivsdepartementet, med uppgift att ta fram prognoser för väder, vind, vatten samt klimat och miljö. SMHI står på fyra vetenskapliga ben: meteorologi, hydrologi, oceanografi och klimatologi.
SMHI bildades 1945 och lokaliserades i början till Stockholm, men finns sedan 1975 i Norrköping. Lokalkontor finns i Göteborg och Uppsala.
Myndigheten är från 1 oktober 2022 beredskapsmyndighet och ingår i beredskapssektorn räddningstjänst och skydd av civilbefolkningen.

## Historik
Statens Meteorologiska Centralanstalt bildades 1874 och var en fristående del av Kungliga Vetenskapsakademien. Den förste föreståndaren var dåvarande adjunkten, sedermera professorn, Robert Rubenson från Uppsala universitet. Den lokaliserades till en våning på tre rum och kök i Kungliga Vetenskapsakademiens hus i hörnet av Adolf Fredriks kyrkogata och Drottninggatan i Stockholm. Förutom Rubensson arbetade där en assistent och en kontorist, och externt i sina hem ett antal så kallade "räknarinnor".
Den första väderbulletinen för allmänheten publicerades den 1 juli 1874. Den 15 juli 1880 utfärdades den första svenska dagliga väderprognosen. 1882 inleddes samarbete med Statens Järnvägar genom att sätta upp väderrapporter vid större järnvägsstationer. 1908 inrättades myndigheten Hydrografiska byrån, som skulle beskriva vattenstånd och vattenmängd i Sveriges vattenfall och vattendrag.
Statens meteorologisk-hydrografiska anstalt (SMHA) bildades 1919 med Axel Wallén som förste överdirektör och chef genom att de båda tidigare meteorologiska och hydrologiska anstalterna sammanfördes till en. År 1921 fick SMHA överta ansvaret för oceanografin, då Nautisk-meteorologiska byrån upphörde. Mellan 1929 och 1930 övertogs också issignaltjänsten från Lotsverket.
Med början 1936 kunde man i en automatisk telefonsvarare höra ”Fröken Väder” ge lokala väderprognoser för Stockholm. Tjänsten, som man kunde nå via telefonnumret 23 95 00 (några decennier senare 90 520), expanderas under 1950-talet till att även omfatta Göteborg och Malmö. Fröken Väder ombildades 1989 till Televädret.
Den 1 juli 1945 bytte SMHA namn till SMHI, då anstalt ansågs föra tankarna till vårdinrättningar av olika slag. Namnförslagen var:
- ”Sveriges institut för meteorologi och hydrologi” (SIMH),
- ”Sveriges meteorologisk-hydrologiska institut” (SMHI),
- ”Sveriges meteorologiska och hydrologiska institut” (SMHI)
- ”Sveriges hydro-meteorologiska institut” (SHMI).

Det tredje förslaget med och emellan meteorologiska, hydrologiska blev det som till sist beslutades. År 1954 kom den första tv-sända väderleksrapporten i Sverige, men kunde bara ses i Stockholm med omnejd. Från den 9 augusti 1957 har det sänts väderrapporter regelbundet i svensk television. År 1975 flyttade SMHI sitt huvudkontor till Norrköping. År 1985 överfördes Fiskeristyrelsens hydrografiska laboratorium till SMHI. Sedan 1985 har SMHI tagit del av det så kallade HIRLAM-projektet där en avancerad väderprognosmodell, med samma namn, har tagits fram.

## Verksamhet

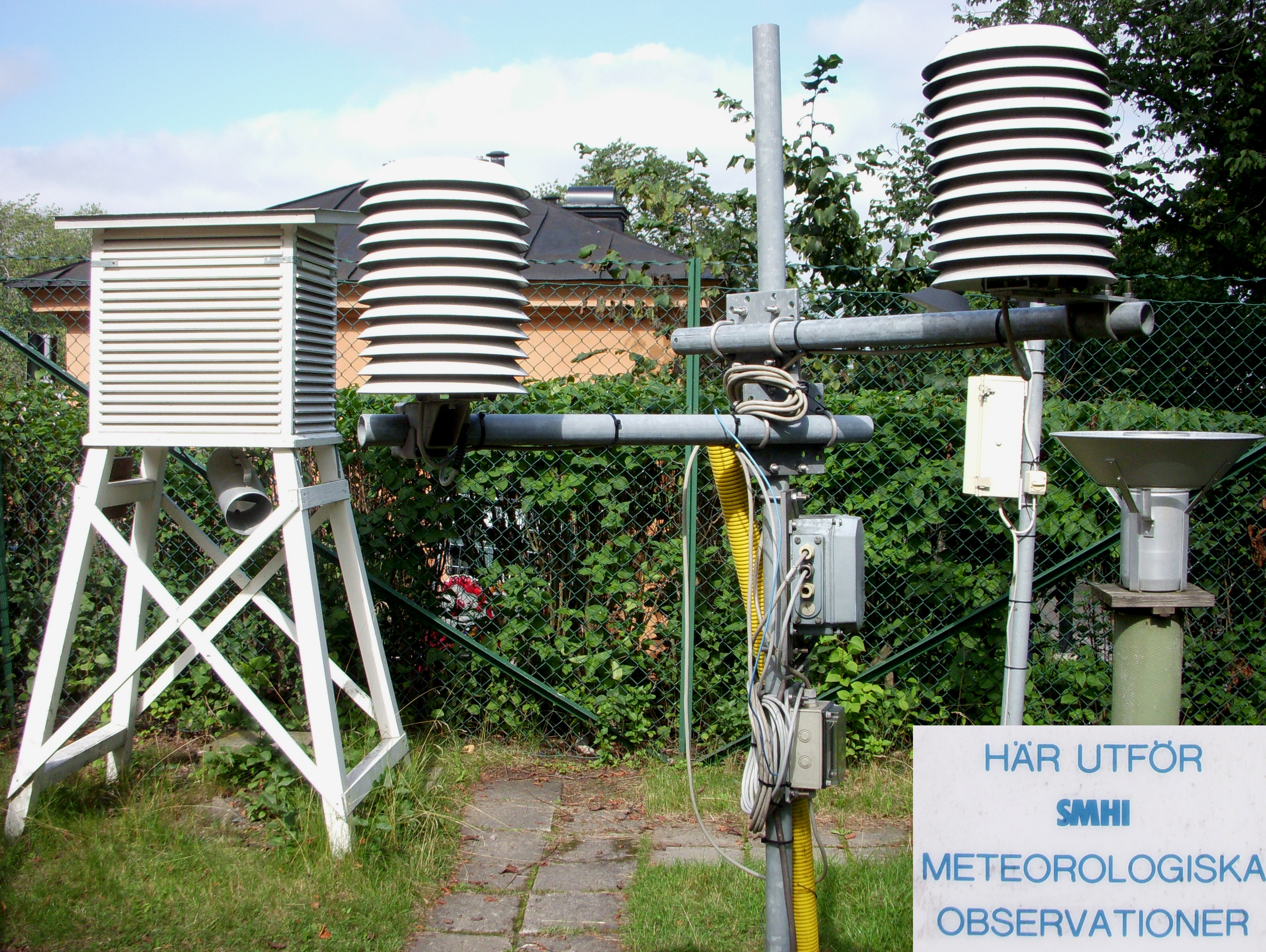
SMHI:s mätstation på Observatoriekullen i Stockholm.

Data från atmosfären, insjöar, hav och land har insamlats sedan slutet av 1800-talet. I dag används satelliter, radar, flygplan, bojar med mera. Data bearbetas och blir prognoser, beslutsunderlag för exempelvis väderberoende verksamheter samt underlag för klimatscenarier och utredningar.
SMHI får, inom sitt uppdrag som myndighet, bedriva affärsverksamhet. Exempelvis energibranschen, flyget och sjöfarten beställer anpassade tjänster. TV och tidningar köper underlag för sina väderprognoser från SMHI.
Privatkunder och näringsliv kan beställa anpassade prognoser. Exempel på när detta kan vara tillämpligt:
- Fastställa risken för regn eller chans för snö vid något större utomhusarrangemang vid viss tidpunkt.
- Avgöra vid ett bygge om vädret vid en viss dag i nära framtid kommer att vara varmt nog för att tillåta betonggjutning.

SMHI delar in landet i 19 prognosdistrikt. I Sverige utfärdar SMHI vädervarningar (samt hydrologiska varningar och brandriskprognoser) i en fyragradig skala för olika delar av Sverige och farvattnen kring Sverige och omgivande farvatten.
SMHI bedriver också tillämpad forskning inom meteorologi, hydrologi, oceanografi, klimat och närliggande miljöområden. Forskningsavdelningen består av ca 100 forskare.

## SMHI-affären 2020
Myndigheten tilldrog sig medial uppmärksamhet sommaren 2020 i samband med att den mångåriga verksamheten SMHI Sjöfart såldes till den tidigare chefen vid enheten Tom Sandberg. SMHI Sjöfart var en del av SMHI:s affärsdel med ca 30 anställda och tog fram globala väderleksprognoser till rederier för att dessa skulle kunna undvika oväder och på så sätt spara tid och bränsle.
SMHI Sjöfart hade haft intäkter på 43-49 miljoner de senaste åren innan försäljningen. År 2020 aviserades en försäljning som genomfördes kort därefter. Kritik riktades mot att ingen extern oberoende värdering hade gjorts och att verksamheten inte hade lagts ut på marknaden. Försäljningspriset var 5,5 miljoner kronor vilket också kritiserats för att vara för lågt. Marknadsvärdet har beskrivits som det "dubbla eller tredubbla" av Lennart Cederberg som var chef för SMHI Sjöfart mellan 2011 och 2017, och numera är delägare i Noor Care inom samma bransch. Riksrevisionen riktade skarp kritik mot hanteringen och uppmanade bland annat SMHI att hädanefter följa förordningen om överlåtelse av statens lösa egendom. Dessutom uppmanades SMHI att dokumentera försäljningens olika delar, vilket inte gjorts på ett tillfredsställande sätt. Även konstitutionsutskottet kritiserade ansvarigt statsråd Isabella Lövin för hanteringen. SMHI har medgett att detaljerna för affären genomfördes i mars, alltså innan Tom Sandberg slutat som chef för enheten.  Generaldirektör för SMHI och drivande i försäljningen av SMHI Sjöfart var Rolf Brennerfelt. Han var också den som i juni 2021 begärde över 20 miljoner kronor extra av statliga medel för att täcka utgifter för försäljningen. Större delen av summan tas från verksamhetsåret 2021. Denna del av försäljningen anmäldes till EU-kommissionen av Noor Care. EU-kommissionen arbetar i skrivande stund (augusti 2021) med ärendet. Trots den massiva kritiken från flera instanser står affären fast.

## Chefer

### Föreståndare för Meteorologiska centralanstalten
- Robert Rubenson 1876–1902
- Hugo Hamberg 1902–1913
- Nils Ekholm 1913–1918

### Över- och generaldirektörer för SMHI
- Axel Wallén 1918–1935
- Gustaf Slettenmark 1935–1949
- Anders Ångström 1949–1954
- Alf Nyberg 1955–1977 (före 1964 med titeln överdirektör)
- Lars Ag 1977–1986
- Bert Ekström 1986–1989
- Hans Sandebring 1989–2003
- Maria Ågren 2003–2009
- Tord Kvick (tf.) 2009
- Lena Häll Eriksson 2009–2014
- Rolf Brennerfelt 2014-2020
- Bodil Aarhus Andræ 2020 (vik.)
- Håkan Wirtén 2021–

## SMHIs uppgifter i krig
Sveriges meteorologiska och hydrologiska institut (SMHI) spelar en avgörande roll i att upprätthålla samhällssäkerheten under krig eller höjd beredskap. Deras huvudsakliga ansvarsområden inkluderar:
SMHI:s uppdrag kan sammanfattas som att hantera frågor som rör väder, vatten och klimat samt att förutse förändringar i dessa områden. Myndigheten förser allmänheten, medier och organisationer med prognoser och information om aktuella väder- och klimatsituationer, såsom brandrisk eller vattenbrist, som kan följas på SMHI:s webbplats. En central del av SMHI:s arbete är att utfärda vädervarningar. Vid allvarliga händelser och kriser agerar SMHI som expertmyndighet i krisberedskapssystemet, där de samverkar med andra myndigheter för att analysera väderutvecklingen och dess potentiella konsekvenser för samhällets funktion och människors hälsa och säkerhet. Detta inkluderar inte bara väderhändelser utan även situationer där vädret kan förstärka följderna av exempelvis kemikalieutsläpp eller stora bränder. Genom ett system för konsekvensbaserade vädervarningar arbetar SMHI tillsammans med nationella, regionala och lokala myndigheter för att säkerställa att vädervarningar anpassas till de lokala och tillfälliga förhållanden som råder i det berörda området. Som beredskapsmyndighet inom beredskapssektorn för räddningstjänst och skydd av civilbefolkningen deltar SMHI i den gemensamma beredskapsplaneringen och har förmåga att upprätthålla sin verksamhet även under höjd beredskap.